# Железопътна линия Дедеагач – Свиленград
Железопътна линия Дедеагач – Свиленград е единична, неелектрифицирана, свързана с Първа жп линия в жп гара Свиленград. Понастоящем е с дължина 178,5 km и преминава през градовете Димотика и Орестиада в регион Еврос, Гърция.

## Връзки с други линии
Международната връзка с България се осъществява от мотрисен влак между гара Свиленград и Кадъкьой в Гърция. От гара Кадъкьой е налице връзка с влаковете на OSE до Дедеагач. След избухването на пандемията от COVID-19 през 2020 г., международният влак е спрян, заедно с всички други международни влакове от и до България.
От крайната гара на пристанище 
Дедеагач е налице връзка с жп-линия Егнация за Солун. 
От гара Кулели Бургас има отклонение за Турция, през през железопътен мост над р. Марица и гара Узункьопрю за Истанбул. Това е единствената релсова връзка между Гърция и Турция. 

## История
Построена е през 1873 г. от „Източни железници“, железопътната компания на Барон Хирш, а през 1874 г. е открита за използване.   
През 1971 година е модернизирана и отклонена, за да избегне преминаване през турска територия. Новото трасе вече не преминава през гара Караагач в Одрин, а вместо това преминава през спирка Черекьой в община (дем) Тригоно, Гърция. 
Към 2020 г. се оперира от гръцкия държавен железопътен оператор OSE за пътнически превози до жп гара Черномен. По време на четиригодишен ремонт на линията на гръцка територия пътническото движение е спряно. През 2024 г. движението на пътници е възстановено от гара Дедеагач до гара Орестиада с две двойки влакове, докато в участъка от Орестиада до Кадъкьой и Черномен и българската граница продължава да бъде замествано с автобуси поради ремонтните дейности.